# Šefik Džaferović
Šefik Džaferović (Zavidovići, 9 september 1957) is een Bosnische politicus. Tussen 2018 en 2022 maakte hij deel uit van het drie-presidentschap van Bosnië en Herzegovina. Van 2002 tot 2018 was hij lid van het parlement van Bosnië en Herzegovina. Bovendien is Džaferović de vicepresident van de politieke partij "Partij voor Democratische Actie" (SDA).

## Presidentschap
Op 7 oktober 2018 werd Džaferović met 36,61% van de stemmen verkozen als Bosniakse afgevaardigde in het drie-presidentschap. Hij versloeg de tweede kandidaat, Denis Bećirović van de Sociaal-Democratische Partij (33,53% van de stemmen), met een nipte voorsprong van ongeveer 3-procentpunten. Op 20 november 2018 trad hij aan, samen met Željko Komšić (namens de Bosnische Kroaten) en Milorad Dodik (namens de Servische Republiek).
In de eerste maand van hun presidentschap ontstonden problemen tussen Džaferović en Dodik, die destijds voorzitter van het presidentschap was. Dodik verklaarde dat hij de eerste zitting van het voorzitterschap onder de nieuwe leiding niet bij zou wonen, totdat de vlag van de Republika Srpska op zijn kantoor werd gehesen. Uiteindelijk gaf Dodik echter toe en stemde ermee in om de zitting met enkel de vlag van Bosnië en Herzegovina bij te wonen. In 2022 ontstond weer ophef tussen Džaferović en Dodik, omdat de laatste weigerde om economische sanctiemaatregelen op te leggen aan Rusland naar aanleiding van de Russische invasie van Oekraïne.
Tijdens zijn zittingen in het presidentschap bekleedde Džaferović tweemaal het roulerend voorzitterschap: van 20 maart tot 20 november 2020 en van 20 maart tot 16 november 2022. Hij stelde zich bij de verkiezingen van 2022 niet herkiesbaar voor een nieuwe termijn in het drie-presidentschap. Hij werd als Bosniaks lid opgevolgd door Denis Bećirović.

## Persoonlijk
Džaferović is sinds 1980 gehuwd met Vildana Džaferović. Het paar is woonachtig in Sarajevo. Džaferović heeft twee dochters.